# Zingel zingel
Zingel zingel és una espècie de peix de la família dels pèrcids i de l'ordre dels perciformes.

## Morfologia
Els mascles poden assolir els 50 cm de longitud total.

## Reproducció
Té lloc entre el març i l'abril sobre fons sorrencs. Les femelles ponen llurs ous, enganxats a la grava, en companyia de diversos mascles amb els quals formen un grup de fresa dens.

## Alimentació
Menja invertebrats aquàtics i peixets.

## Hàbitat
Viu als cursos principals i d'aigües ràpides de grans rius.

## Costums
És nocturn i bentònic.

## Distribució geogràfica
Es troba a les conques dels rius Danubi i Dnièster, incloent-hi Àustria, Bòsnia i Hercegovina, Bulgària, Croàcia, Txèquia, Alemanya, Hongria, Macedònia del Nord, Moldàvia, Montenegro, Polònia, Romania, Sèrbia, Eslovàquia, Eslovènia i Ucraïna.

## Estat de conservació
La seua principal amenaça és la construcció de preses, car necessita corrents forts per sobreviure. La contaminació de l'aigua també li va afectar en el passat (sobretot, al tram superior del Danubi) però, avui dia, les condicions hi estan millorant i les poblacions poden estar augmentant.